# Alter jüdischer Friedhof Rat-Beil-Straße

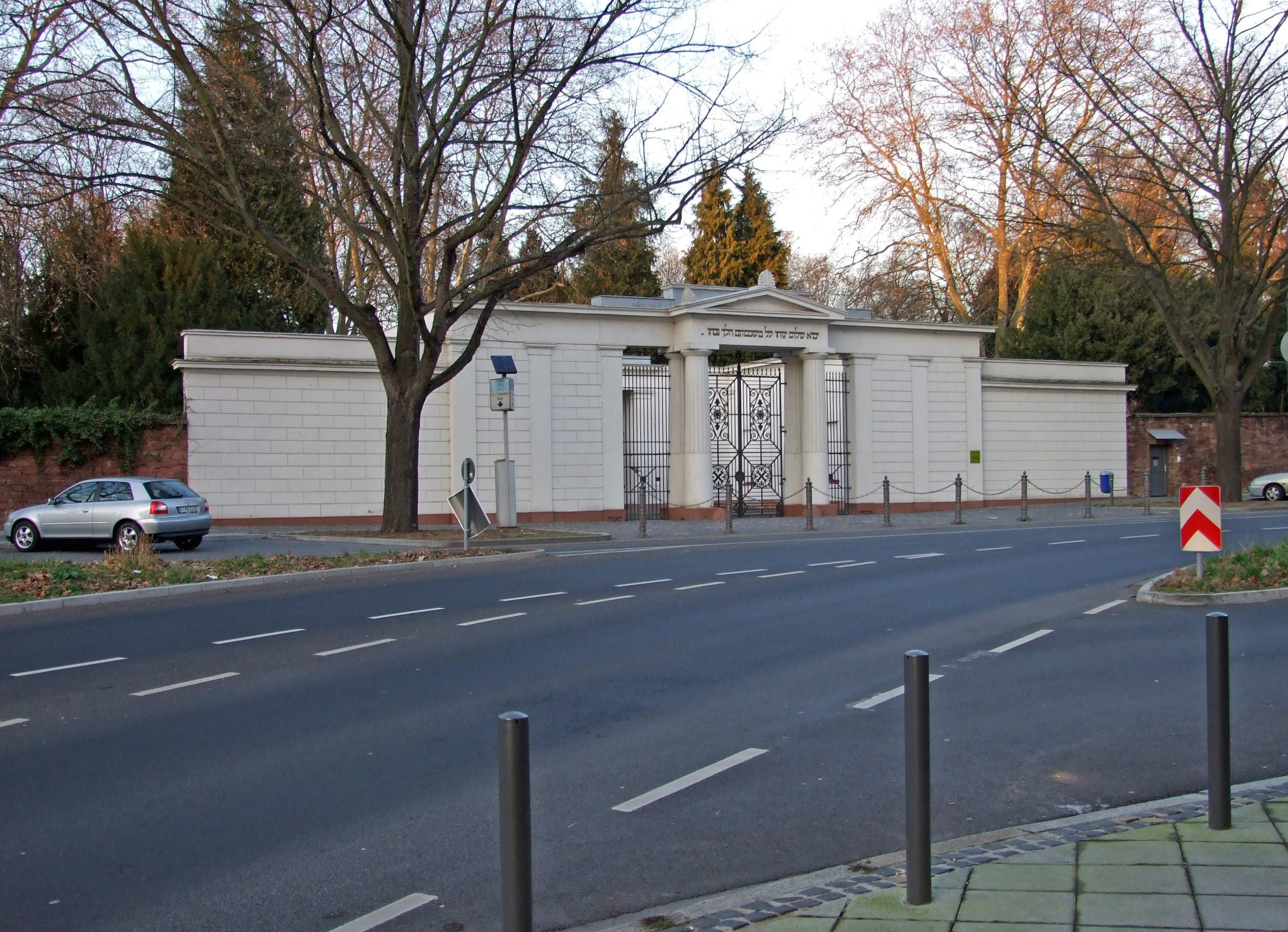
Eingangsportal zum alten jüdischen Friedhof

Der Alte jüdische Friedhof in der Rat-Beil-Straße ist der größte von insgesamt zwölf jüdischen Bestattungsplätzen in Frankfurt am Main. Er wurde gemeinsam mit dem Hauptfriedhof weit außerhalb der damaligen Stadtgrenzen errichtet und 1828 eröffnet, nachdem der seit dem Mittelalter genutzte Alte Begräbnisplatz in der Nähe der ehemaligen Frankfurter Judengasse geschlossen worden war. Die letzte Beisetzung fand dort am 18. September 1928 statt.
Bis 1928 wurden fast 40.000 Tote auf dem Friedhof bestattet. Wegen seiner zahlreichen prunkvollen Grabmäler und der bekannten Persönlichkeiten, die hier ihre letzte Ruhe fanden, ist der Friedhof ein bedeutendes Kulturdenkmal. 1929 wurde er geschlossen und ein Neuer jüdischer Friedhof an der Eckenheimer Landstraße eröffnet.

## Lage

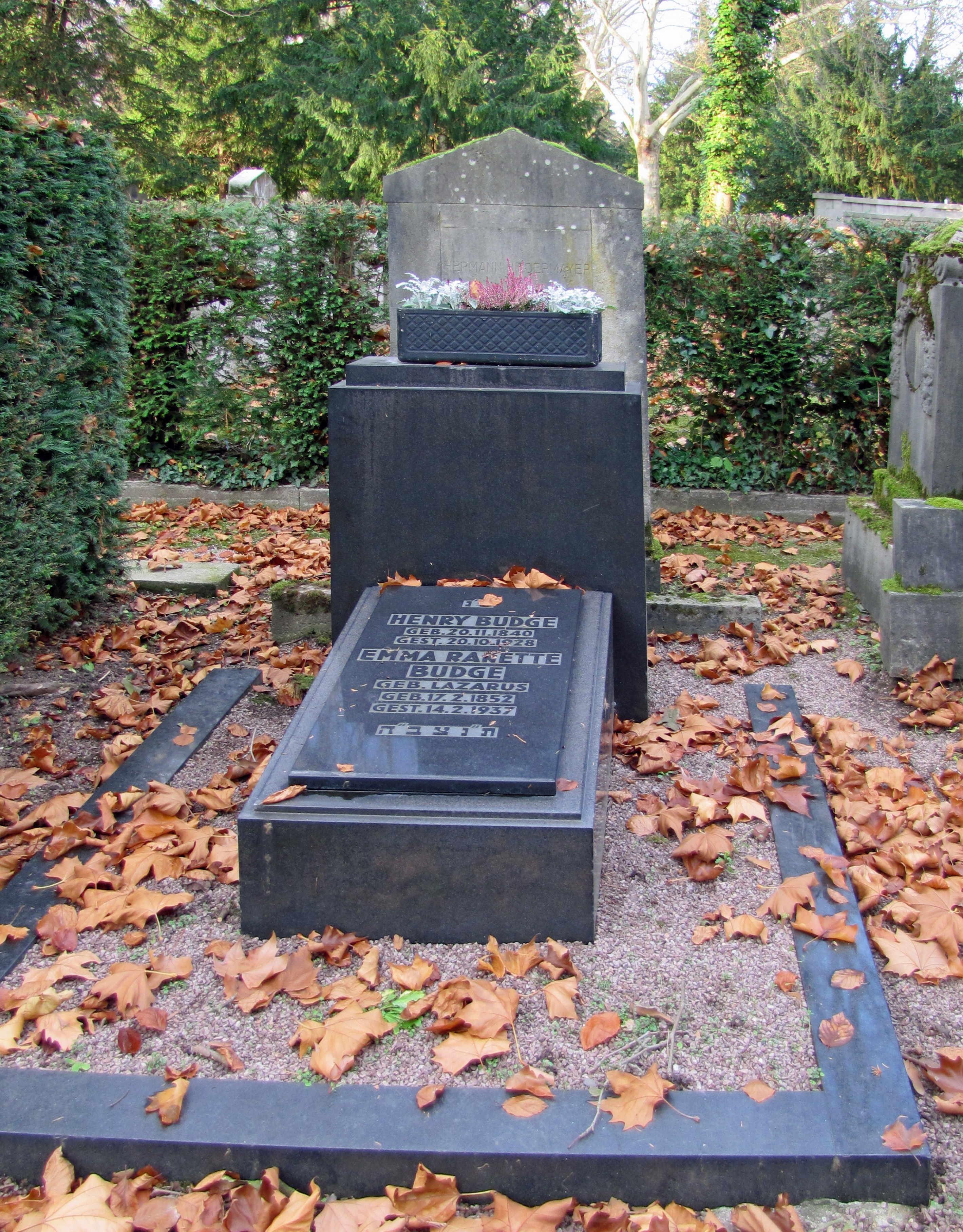
Grab von Emma und Henry Budge

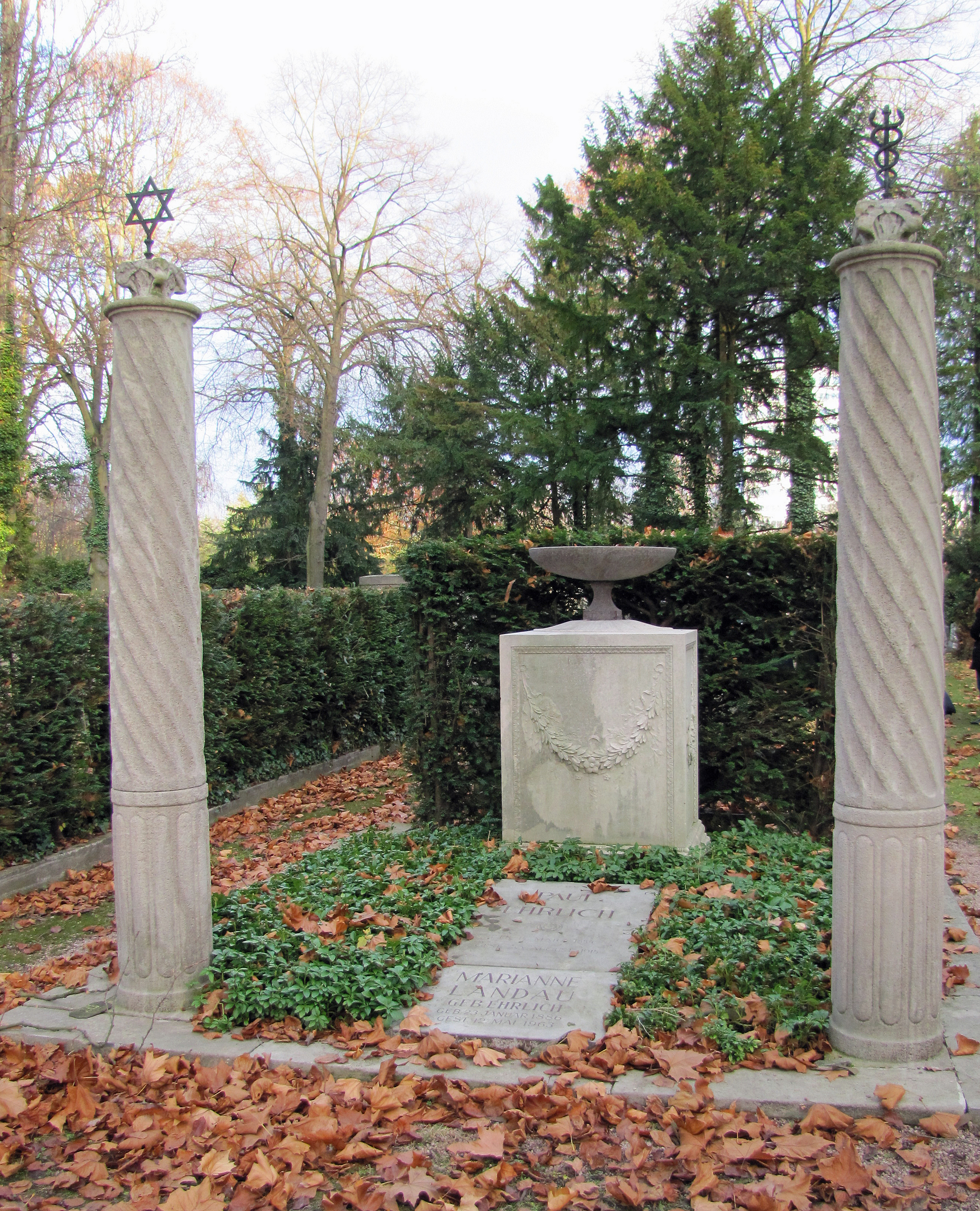
Grabstätte des Nobelpreisträgers Paul Ehrlich

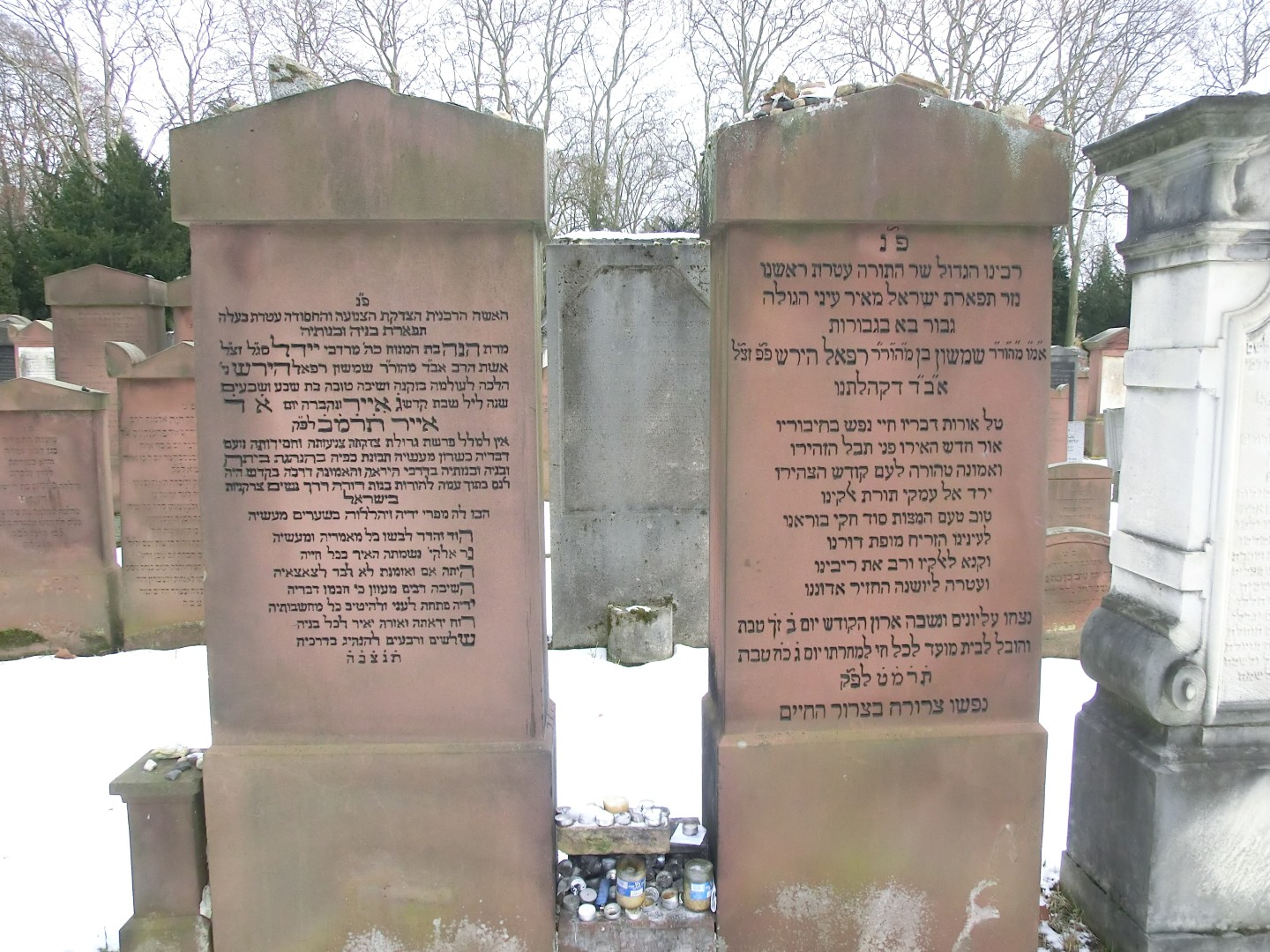
Grabmäler von Samson Raphael Hirsch und seiner Frau

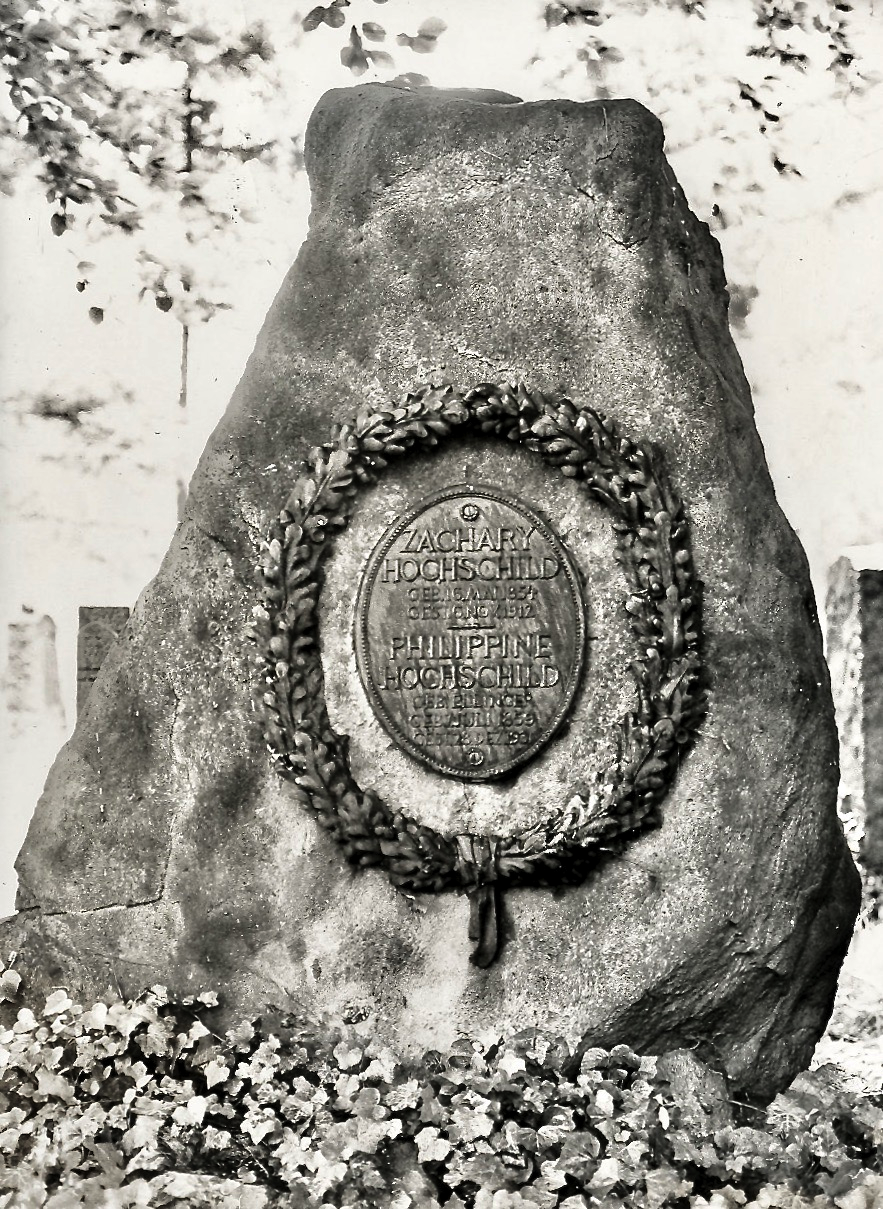
Grabstein des Ehepaares Zachary und Philippine Hochschild

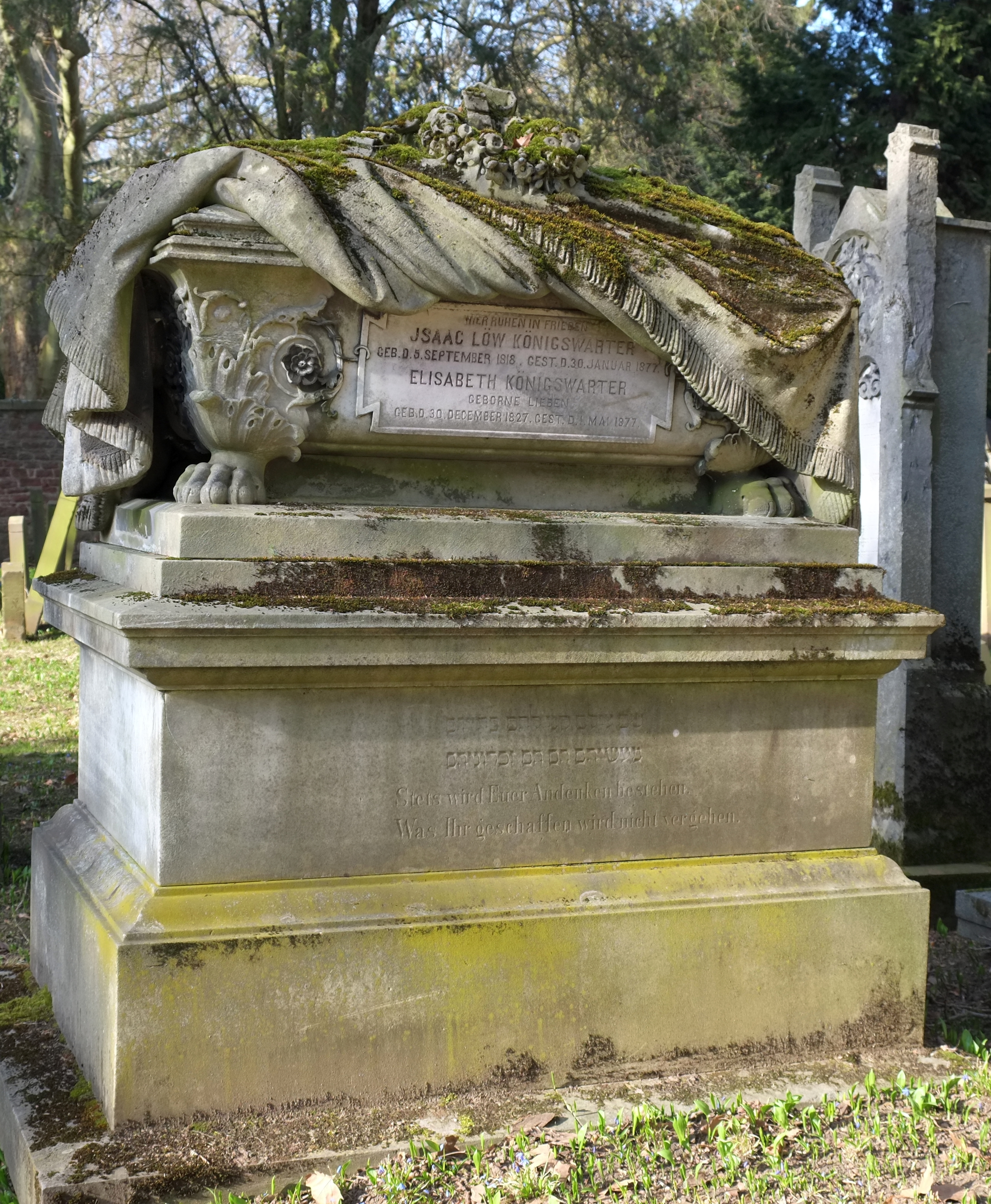
Grab von Königswarter

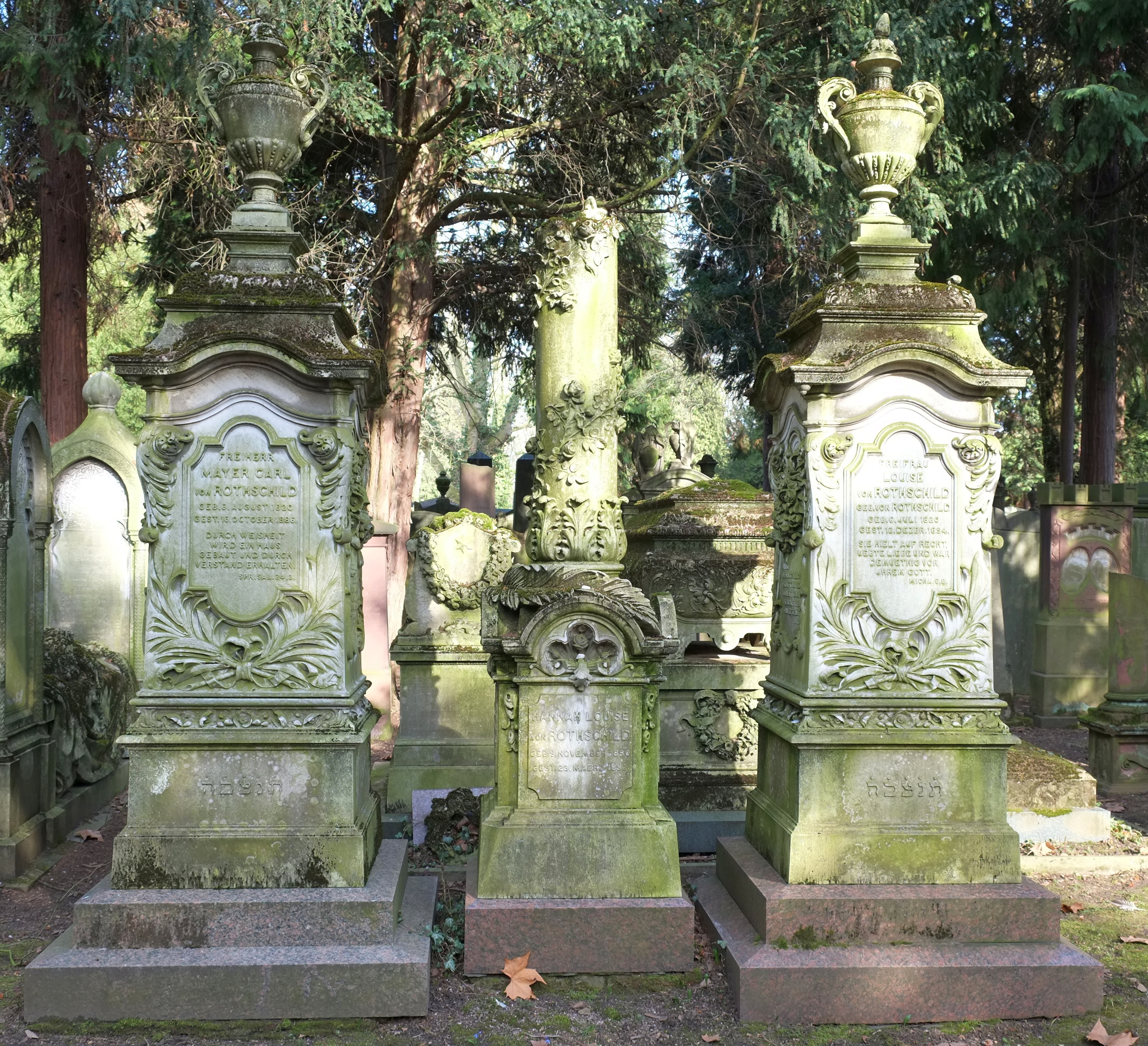
Grabmal von Mayer Carl und Louise von Rothschild

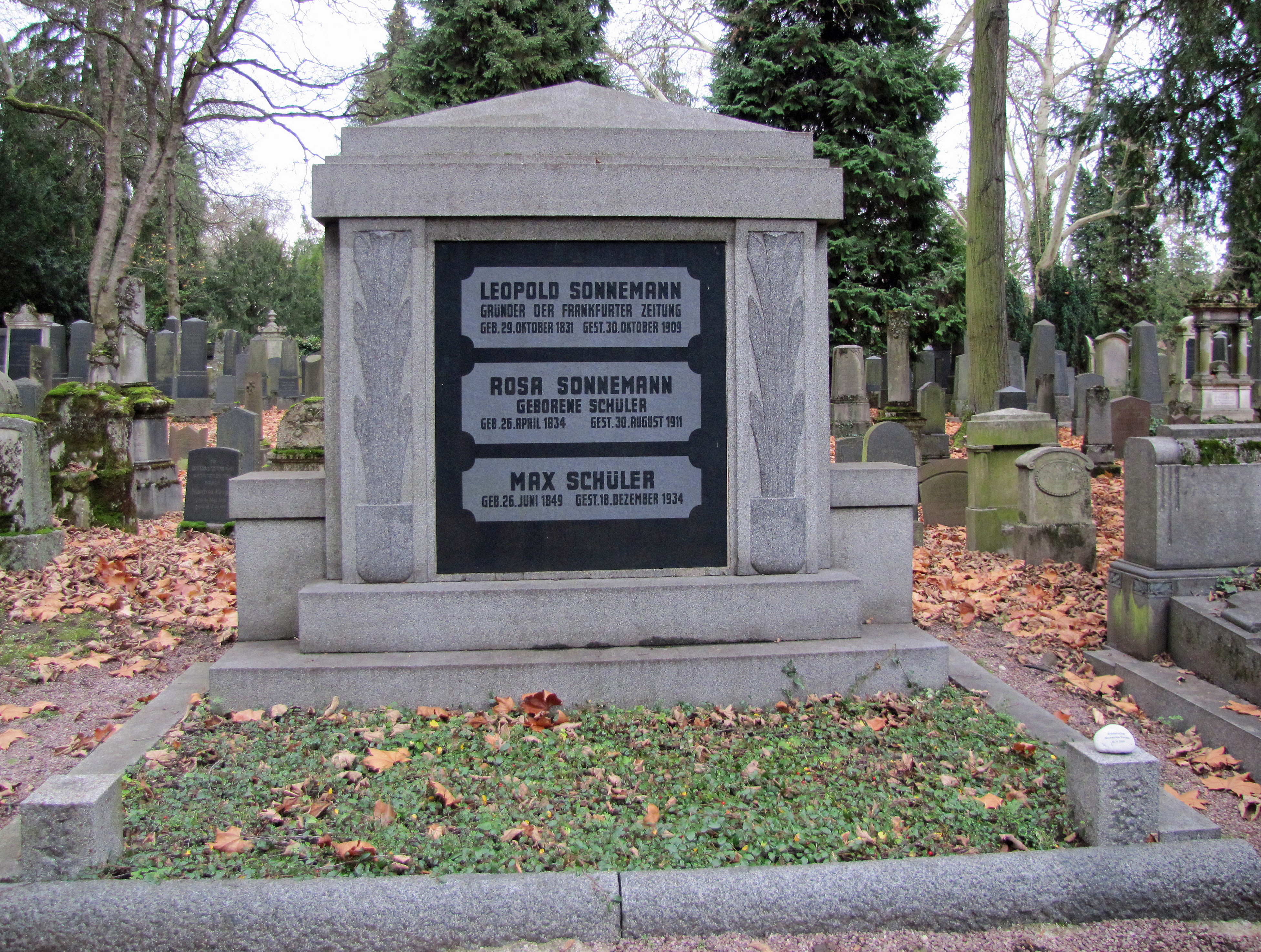
Grabstein von Leopold Sonnemann

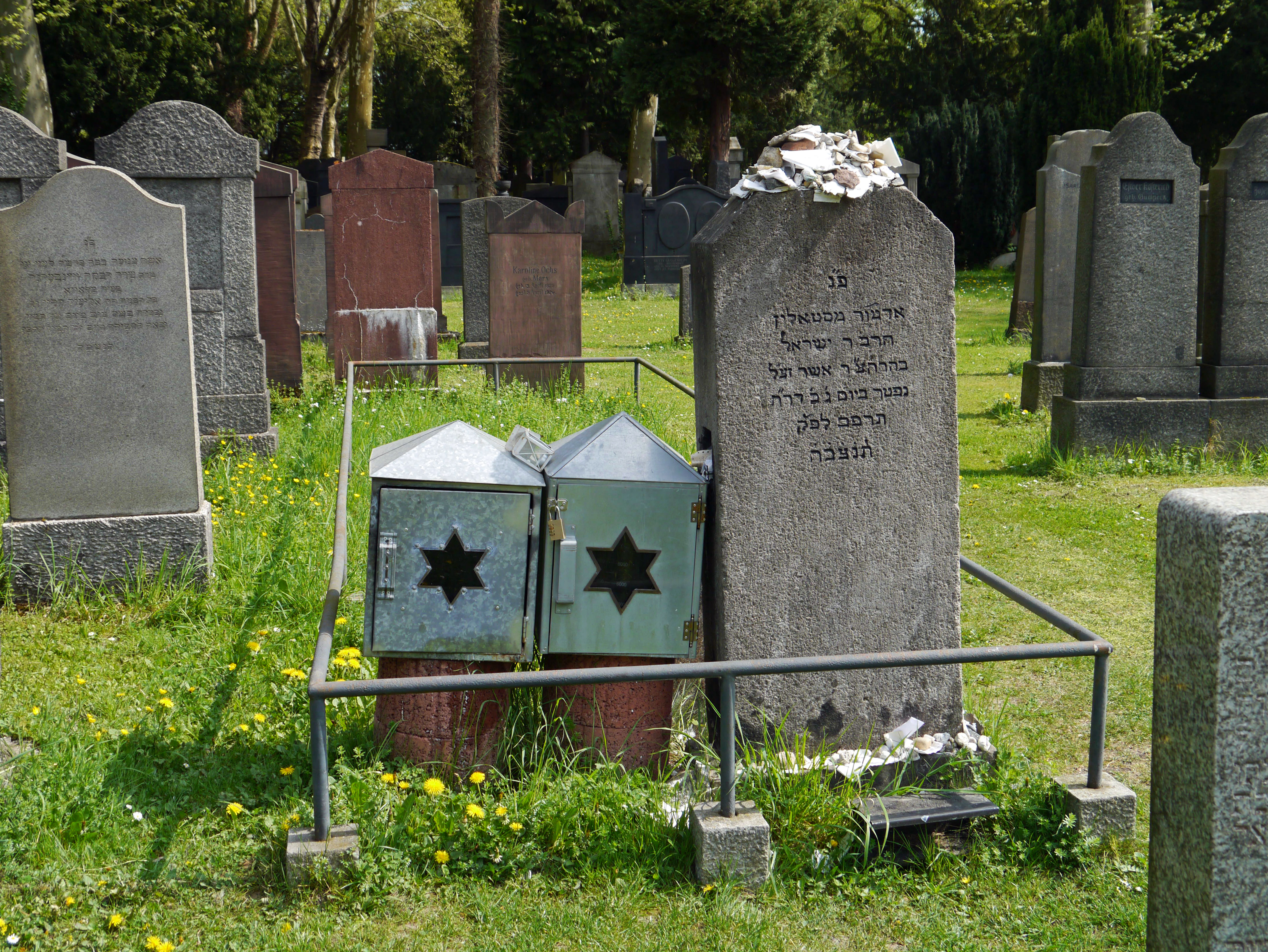
Grab Israel von Stolin, Der Frankfurter

Der Friedhof liegt an der Rat-Beil-Straße im Stadtteil Nordend. Er grenzt im Westen an die Gruftenmauer des Hauptfriedhofs. Die ursprüngliche Fläche betrug neun Frankfurter Feldmorgen (etwa 18.000 Quadratmeter). In den 1850er und 1890er Jahre wurde er mehrfach auf zuletzt 73.831 Quadratmeter erweitert und dabei vollständig von einer Friedhofsmauer eingefriedet. Der Friedhof ist heute an drei Seiten im Westen, Norden und Nordosten vom Hauptfriedhof umschlossen. Im Osten grenzt er an die Friedberger Landstraße.

## Zugang
Der ursprüngliche Zugang zum Friedhof wurde von Stadtbaumeister Friedrich Rumpf gestaltet und stellt ein komplett in Weiß gehaltenes Portal mit dorischen Säulen dar, welches im klassizistischen Stil gestaltet wurde. Über dem Eingangsportal ist in hebräischer Schrift folgende Inschrift im Architrav angebracht:

„Wer geraden Weges wandelt, ziehe ein in Frieden, dorthin, wo sie auf ihren Lagern ruhen“

Das Portal grenzt an die unmittelbar daneben gelegene Gruftenhalle des Hauptfriedhofes an. Der Friedhof ist nicht mehr über das Hauptportal zugänglich, sondern über eine etwa 50 m weiter östlich gelegene Eisenpforte.

## Geschichte
1821 beauftragte die Stadt den Senator Johann Adam Beil mit den Planungen für eine neue Friedhofsanlage außerhalb der Stadt. Sowohl der Peterskirchhof als auch der alte jüdische Friedhof an der früheren Judengasse waren zu klein geworden, was wegen der chronischen Überbelegung zu untragbaren hygienischen Verhältnissen führte. Der neue Friedhof an der heutigen Eckenheimer Landstraße sollte einen christlichen und einen jüdischen Teil erhalten. Mit der Ausführung wurden der Architekt Friedrich Rumpf und der Stadtgärtner Sebastian Rinz beauftragt. 1828 wurden die beiden neuen nebeneinanderliegenden Friedhöfe eröffnet.
Im Laufe der Zeit kam es immer wieder zu Erweiterungen des ursprünglichen Areals. Eine erste Erweiterung des jüdischen Friedhofs fand bereits in den 1850er Jahren statt, eine weitere in den 1890er Jahren. 1876 trennte sich die orthodoxe Israelitische Religionsgesellschaft unter Führung von Samson Raphael Hirsch von der liberaleren jüdischen Gemeinde Frankfurts und ließ eine eigene Begräbnisstätte östlich des Friedhofs einrichten. Dieses Gräberfeld liegt heute, nach einer letzten Vergrößerung des Friedhofs 1923, inmitten des Friedhofs.
Da der Friedhof schließlich an allen Seiten vom Hauptfriedhof umgrenzt war, konnte er nicht mehr erweitert werden. So wurde 1929, nach knapp einhundertjährigem Bestehen, der Neue jüdische Friedhof an der Eckenheimer Landstraße, nördlich des Hauptfriedhofes, eingeweiht.

### Art der Grabstellen
Die Gestaltung der Grabmale auf dem alten jüdischen Friedhof weicht zum Teil stark von der herkömmlichen Gestaltung anderer jüdischer Friedhöfe ab. So waren zu Beginn der Bestattungen die meisten Grabmale noch in einem schlichten und einfachen Stil gestaltet. Im Lauf des 19. Jahrhunderts wurden die Grabmale, wie auch auf dem benachbarten christlichen Friedhof, zunehmend aufwendiger und prunkvoller gestaltet.
Lediglich die orthodoxe Israelitische Religionsgesellschaft achtete weiterhin auf die althergebrachte Gestaltung der Gräber. Ihr 1876 eingerichteter separater Friedhofsbereich ist zwar im Laufe der Jahre mit dem übrigen Teil des Friedhofs verschmolzen, seine Lage ist jedoch aufgrund der Gestaltung der unterschiedlichen Grabsteine noch heute gut erkennbar.

## Heutige Nutzung
Auf dem Friedhofsgelände befinden sich heutzutage die Grabmale von etwa 40.000 Verstorbenen. Bis zum Jahr 1928 fanden dort regelmäßig Bestattungen statt, bis das Areal des neuen jüdischen Friedhofs an der Eckenheimer Landstraße bezogen wurde. Es finden auch heute noch vereinzelt Beerdigungen auf dem alten Teil statt, bei denen es sich allerdings nur um Angehörige oder Verwandte bereits Verstorbener handelt.

## Persönlichkeiten
- Wilhelm Bonn (1843–1910), Bankier und Mäzen
- Salomon Breuer (1850–1926), Rabbiner
- Henry Budge (1840–1928), Kaufmann und Mäzen
- Emma Budge (1852–1937), Kunstsammlerin und Mäzenin, Ehefrau von Henry Budge
- Leopold Cassella (1766–1847), Unternehmer
- Paul Ehrlich (1854–1915), Arzt und Nobelpreis für Physiologie oder Medizin 1908 (Ehrengrab)
- Salomon Fuld (1825–1911), Rechtsanwalt und Kommunalpolitiker
- Selly Gräfenberg (1863–1921), Neuphilologe (Anglist und Romanist), Schul - und Hochschulpädagoge, Schul- und Sachbuchautor
- Charles Hallgarten (1838–1908), Bankier und Sozialreformer
- Samson Raphael Hirsch (1808–1888), Rabbiner
- Zachary Hochschild (1854–1912), Unternehmer und Mäzen
- Markus Horovitz (1844–1910), Rabbiner
- Joseph Johlson (1777–1851), Reformpädagoge und Theologe
- Isaac Löw Königswarter (1818–1877), Bankier
- Isidor Kracauer (1852–1923), Historiker
- Nehemia Anton Nobel (1871–1922), Rabbiner
- Moritz Daniel Oppenheim (1800–1882), Maler
- Bertha Pappenheim (1859–1936), Frauenrechtlerin
- Saul Pinchas Rabbinowicz (1845–1910), Schriftsteller
- Amschel Mayer von Rothschild (1773–1855), Bankier und Mäzen
- Gutle Rothschild (1753–1849), Ehefrau von Mayer Amschel Rothschild, dem Gründer des Bankhauses Rothschild
- Hannah Luise von Rothschild (1850–1892), Stifterin
- Louise von Rothschild (1820–1894), Mäzenin
- Mathilde von Rothschild (1832–1924), Mäzenin
- Mayer Carl von Rothschild (1820–1886), Bankier und Politiker
- Wilhelm Carl von Rothschild (1828–1901), Bankier und Mäzen
- Heinrich Schwarzschild (1803–1878), Arzt und Dichter
- Max Schüler (1849–1934), deutscher Porträtmaler der Düsseldorfer Schule
- Max Seckbach (1866–1922), Architekt
- Leopold Sonnemann (1831–1909), Verleger und Gründer der Frankfurter Zeitung
- Georg Speyer (1835–1902), Bankier
- Theodor Stern (1837–1900), Bankier und Kommunalpolitiker
- Israel von Stolin (1868–1921), Rabbiner
- Simon Wronker (1860–1921), Kaufmann, Gründer der süddeutschen Warenhaus-Filialkette S. Wronker & Co.